# アクティブスピーカー
アクティブスピーカー (Active speakers) とは、スピーカー筐体内部にアンプを内蔵したスピーカー

。パワードスピーカー (Powered speakers) とも呼ばれる。一般的にはデジタルオーディオプレーヤーなどの携帯機器やパソコン (PC)の音を鳴らすため、これらのヘッドフォン端子またはライン端子に直接接続もしくはBluetoothで無線接続して用いられる。 特にPC接続に特化・主眼に置いたものはPCスピーカーとも呼ばれる。
ヘッドフォン端子やラインアウト端子からの音声信号はスピーカーを駆動するには出力不足のため、アンプで信号を増幅してスピーカーを駆動させるが、スピーカーボックス内にアンプを内蔵することにより別付けのアンプが不要になり、接続するコードの本数を減らして使用する機器を減らせる。異なるアンプや線材を用いることによる音の影響を減らせるため、モニタースピーカーにも多い方式である。

## 形態
左右のスピーカーボックスのどちらか片方にアンプ（2ch分）を内蔵し、ライン入力端子ともう一方のスピーカーへの出力端子、ACアダプター差し込み口がある。屋外で使用するタイプは電池を装着する部分がある。アンプを駆動させるための電源は、屋外での使用を想定したタイプでは電池を用い、屋内での使用を想定したタイプではACアダプタを内蔵し筐体からAC電源コードが出ている。PC接続に特化したものにはUSB接続のものがある（後述）
ディスプレイの両脇に置くといった使い方をされるため、エンクロージャーの幅が10cmに満たないようなコンパクトで場所をとらないものが多く、物理的に超低音域の音が出ない製品も多い。低域を補完するためにサブウーファーを持つ製品（いわゆる2.1ch）もあり、その場合、サブウーファーの筐体内にサテライト用とサブウーファー用のアンプを内蔵する。旅行等の持ち運びを意識した製品には左右のスピーカーボックスが一体となっているものもある。一部の製品にはあえて専用アンプを別筐体に収めた製品も存在する。
アクティブスピーカーとしては普及価格帯の製品が多いが、いわゆる「高級オーディオ」においてアンプを左右チャンネル、さらにはマルチウェイ構成などで完全に分離するスタイルがあり、そういった方向性としてスピーカー毎にアンプを持っているスタイルも見られる。（INFINITY PRELUDEやLINNの製品など）
変わり種としてはLED照明と一体化した製品も存在する。

## USBスピーカー
PC向けアクティブスピーカーは、従来、家庭用電源を利用し、ヘッドホン端子から音声信号を入力する物が多かったが、近年、USB接続を行い、電源（USBバスパワー）と音声（デジタル）信号の両方を取得するスピーカーが出てきており、「USBスピーカー」と呼ばれている。大抵の場合、電源供給と信号接続が一本のケーブルで完結するため、コンセントや電池を利用しないで済み、接続をシンプルに出来る利点がある。 スピーカー内部にDACが内蔵されており、外付けDACと同様にアナログ信号系がPCから隔離され、PC内部で発生する高周波ノイズの影響を受けにくい利点もある。

## Bluetoothスピーカー

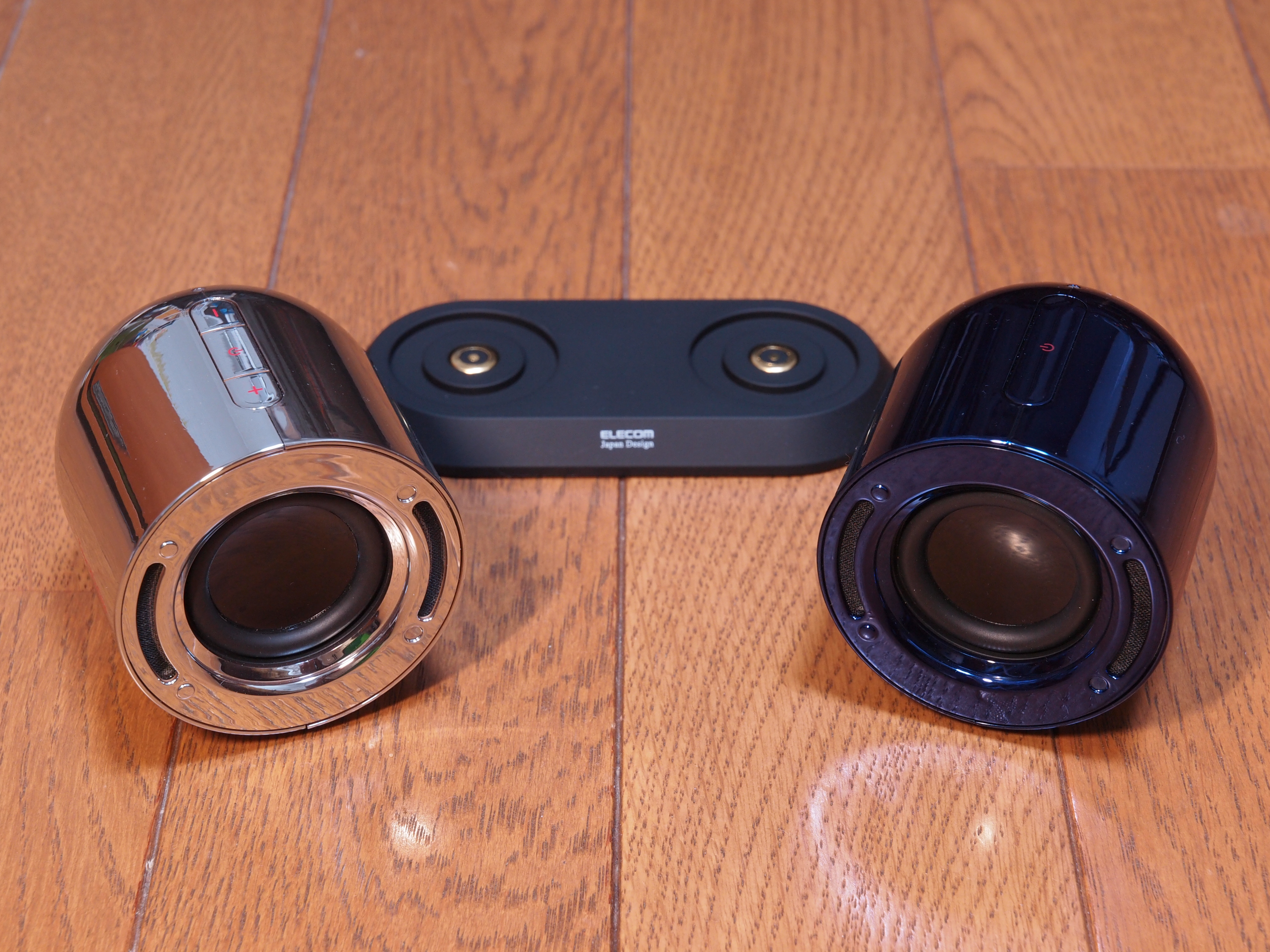
Bluetoothスピーカーの例
左右分離・完全ワイヤレス形
エレコム "capsule" LBT-SPPCPSL
リチウムポリマーバッテリーを内蔵し、給電クレードルに載せて充電する。

アクティブスピーカーのうち、外部音源との接続にBluetooth規格によるワイヤレス接続が用いられるものをいう。
電源も電池を内蔵してワイヤレスとした製品も多く、その場合、リチウムイオンやリチウムポリマー二次電池が用いられ、USB端子からの充電
や専用アダプタによる充電に対応する。
PCよりも（Bluetooth接続に対応した）スマートフォンやタブレット、デジタルオーディオプレーヤーといったモバイル機器との接続を主眼とし、スピーカーの形態も左右一体となった小型のものが主流

で、モノラルスピーカーとなっている製品も多い。一部のメーカー（ソニー、ボーズ、JBLなど）製品では同一製品2組（または同一メーカー製品2組）を用いて各々Lチャンネル・Rチャンネルを再生する機能を搭載したものがある。
モバイル用途を主眼とした小ぶりかつ防水性能を強化した製品も多く、低音域の再生を工夫した製品ではパッシブラジエーター（ドロンコーン）を併用したものが多い。
Bluetooth規格の仕様により、データ転送は最大24Mbpsまで、再生機器とスピーカーまでの距離は条件にもよるが概ね10mまでとなる。ワイヤレス信号はA2DPプロファイルに基づき、送信時に圧縮処理され、受信機（Bluetoothスピーカー）で復号展開される。そのため、音声圧縮規格（コーデック）やハードウェアによってはわずかに遅延することがある。コーデックとして、標準ではSBCに対応し、メーカーや製品によりAAC、aptX、LDACなどに対応する。
Blurtoothスピーカーで音声を再生させるためには音源の機器と接続させるための「ペアリング」作業が必要となるが、双方ともNFC対応機器ならば、機器同士をワンタッチするだけで接続/解除が可能となる。